# Horánszky-cickafark
A Horánszky-cickafark (Achillea horanszkyi) az őszirózsafélék (Asteraceae) családjába tartozó cickafark (Achillea) nemzetség egyik faja. Szuperendemikus növényfaj, mivel kizárólag a Kárpát-medencéből, és azon belül is csak Magyarországról ismert. 1965-ben fedezte fel Ujhelyi József botanikus, majd körültekintő vizsgálódást követően 1975-ben írta le új fajként, s nevezte el Horánszky András botanikusról. Mivel rendkívül kevés példánya él, 1982-ben védetté, 1988-ban fokozottan védetté nyilvánították.

## Megjelenése
Meddő hajtásai 10–12 cm magasak, virágos hajtásai révén akár 25–35 cm magasra is megnövő lágyszárú, amely tarackot hajt. Szára és levelei pelyhesek, finom növényi szőrrel borítottak. A 3–7 cm hosszú és 1–2 cm széles levelei egyszeresen-kétszeresen szeldeltek: az elsődleges levélszeletek viszonylag távol, szélességük 3-5-szörösére állnak egymástól, a levélszeletek csúcsa porcos.
Fészkei (fészekvirágzatai) 5–7 cm átmérőjű sátorozó fürtvirágzatba csoportosulnak. A fészkekben a féloldalas sugárvirágok (nyelves virágok) vajszínűek és gyakran tölcsérszerűek.
A homoki cickafark (Achillea ochroleuca) virágai ugyan hasonlóan sárgás árnyalatúak, viszont a középső szárlevelei csak egyszeresen szeldeltek.
Bár morfológiailag lényegesen eltér más cickafarkfajoktól, s így valóban nem tekinthető infraspecifikus (fajon belüli) taxonnak, Soó Rezső magyar flóráról szóló, 1980-ban kiadott művébe mégis a homoki cickafark egyik változataként, Achillea ochroleuca var. parviflora néven került be annak ellenére, hogy Soó Rezső nem publikálta sehol a Horánszky-cickafarkról tett vizsgálatait. Dobolyi Konstantin 1997-ben tények és megfigyelések alapján felvetette, hogy a Horánszky-cickafark esetleg a homoki cickafark (Achillea ochroleuca) és a nemes cickafark (Achillea nobilis) természetben létrejött hibridje; ezt a felfogást követte Priszter Szaniszló is 1999-ben, amikor a fajra az Achillea × horanszkyi tudományos nevet alkalmazta.

## Életmódja
Esztergom mellett a Visegrádi-hegységhez tartozó Szamár-hegyen fordul elő, ahol andeziten létrejött sziklagyepben (a szilikátsziklagyepek egyik fajtájában) él.
A Raunkiær-féle életforma-osztályozás alapján életformája átmeneti a hemikriptofita és a kamefita között: Ujhelyi József még kamefitaként írta le, manapság inkább hemikriptofitának tartják. Sarjtelepekben (úgynevezett polikormonokban) él, amik egy-egy egyed tarackolásával jönnek létre. Levelei száraz időszakban bekunkorodnak. Június és július folyamán virágzik, de másodvirágzás esetén augusztus és október között is viríthat. Magjai sterilek, vagyis csírázásra képtelenek.